# Steve Marlet
Steve Marlet (Pithiviers, 10 januari 1974) is een voormalig profvoetballer uit Frankrijk, die zijn carrière in 2012 als aanvaller beëindigde bij de Franse club Red Star Paris. Van 2007 tot 2009 zat hij zonder club. Hij speelde eerder clubvoetbal in onder meer Engeland en Duitsland.

## Interlandcarrière
Marlet speelde 23 keer voor de nationale ploeg van Frankrijk, en scoorde zes keer in de periode 2000-2004. Hij maakte zijn debuut onder leiding van bondscoach Roger Lemerre op woensdag 15 november 2000 in de vriendschappelijke uitwedstrijd tegen Turkije (0-4). Marlet viel in dat duel na 82 minuten in voor David Trezeguet, de maker van het eerste doelpunt. Hij nam met Les Bleus tweemaal deel aan de strijd om de FIFA Confederations Cup (2001 en 2003), en aan Euro 2004 in Portugal.

## Erelijst
AJ Auxerre
- Intertoto Cup

1997
 Olympique Lyon
- Ligue 1

2002
- Coupe de la Ligue

2001
 Fulham
- Intertoto Cup

2002
 Olympique de Marseille
Finalist UEFA Cup 2004